# أدا (أوكلاهوما)
أدا (بالإنجليزية: Ada, Oklahoma)‏ هي مدينة تقع في مقاطعة بانتوتوك، أوكلاهوما بولاية أوكلاهوما في الولايات المتحدة. تبلغ مساحة هذه المدينة 40.8 (كم²)، وترتفع عن سطح البحر 308 م، بلغ عدد سكانها 16810 نسمة في عام 2010 حسب إحصاء مكتب تعداد الولايات المتحدة.

## التركيبة السكانية
حدّد مكتب تعداد الولايات المتحدة بيانات التركيبة السكانية لأدا في تعداد الولايات المتحدة. في ما يلي، التركيبة السكانية حسب تعدادي 2000 و2010.

### تعداد عام 2000
بلغ عدد سكان أدا 15,691 نسمة بحسب تعداد عام 2000، وبلغ عدد الأسر 6,697 أسرة وعدد العائلات 3,801 عائلة مقيمة في المدينة. في حين سجلت الكثافة السكانية 305.8 نسمة لكل كيلومتر مربع (792.0/ميل2). وبلغ عدد الوحدات السكنية 7,472 وحدة بمتوسط كثافة قدره 145.6 لكل كيلومتر مربع (377.1/ميل2).
وتوزع التركيب العرقي للمدينة بنسبة 73.81% من البيض و3.54% من الأمريكيين الأفارقة و15.10% من الأمريكيين الأصليين و0.83% من الأمريكيين ذوي الأصول الآسيوية و0.01% من سكان جزر المحيط الهادئ و0.89% من الأعراق الأخرى و5.81% من عرقين مختلطين أو أكثر و2.89% من الهسبانيون أو اللاتينيون من أي عرق.
بلغ عدد الأسر 6,697 أسرة كانت نسبة 28.6% منها لديها أطفال تحت سن الثامنة عشر تعيش معهم، وبلغت نسبة الأزواج القاطنين مع بعضهم البعض 40.6% من أصل المجموع الكلي للأسر، ونسبة 12.6% من الأسر كان لديها معيلات من الإناث دون وجود شريك،  بينما كانت نسبة 3.6% من الأسر لديها معيلون من الذكور دون وجود شريكة وكانت نسبة 43.2% من غير العائلات. تألفت نسبة 37.1% من أصل جميع الأسر من عدة أفراد يعيشون في نفس المنزل ونسبة 15.8% كانت تتألف من شخص يعيش بمفرده يبلغ من العمر 65 عاماً أو أكثر. وبلغ متوسط حجم الأسرة المعيشية 2.20، أما متوسط حجم العائلات فبلغ 2.91.
بلغ العمر الوسطي للسكان 32.9 عاماً. وكانت نسبة 22.1% من القاطنين تحت سن الثامنة عشر، وكانت نسبة 14.1% بين الثامنة عشر والرابعة والعشرين عاماً، ونسبة 24% كانت واقعةً في الفئة العمرية ما بين الخامسة والعشرين والرابعة والأربعين عاماً، ونسبة 18.4% كانت ما بين الخامسة والأربعين والرابعة والستين، ونسبة 15.5% كانت ضمن فئة الخامسة والستين عاماً فما فوق. يوجد لكل 100 أنثى 84.8 ذكر، ويوجد لكل 100 أنثى في الثامنة عشر من عمرها فما فوق 80.0 ذكر.
بلغ متوسط دخل الأسرة في المدينة 22,977 دولارًا، أما متوسط دخل العائلة فبلغ 31,805 دولارًا. وكان متوسط دخل الذكور 25,223 دولارًا مقابل 17,688 دولارًا للإناث. وسجل دخل الفرد الخاص بالمدينة 14,666 دولارًا. وكانت نسبة 14.8% من العائلات ونسبة 21.4% من السكان تحت خط الفقر، وكان من هؤلاء نسبة 28.2% تحت سن الثامنة عشر ونسبة 11.4% في الخامسة والستين من العمر وما فوق.

### تعداد عام 2010
بلغ عدد سكان أدا 16,810 نسمة بحسب تعداد عام 2010، وبلغ عدد الأسر 6,834 أسرة وعدد العائلات 3,845 عائلة مقيمة في المدينة. في حين سجلت الكثافة السكانية 327.6 نسمة لكل كيلومتر مربع (848.5/ميل2). وبلغ عدد الوحدات السكنية 7,862 وحدة بمتوسط كثافة قدره 153.2 لكل كيلومتر مربع (396.8/ميل2).
وتوزع التركيب العرقي للمدينة بنسبة 68.23% من البيض و4.25% من الأمريكيين الأفارقة و16.95% من الأمريكيين الأصليين و1.17% من الأمريكيين ذوي الأصول الآسيوية و0.07% من سكان جزر المحيط الهادئ و1.78% من الأعراق الأخرى و7.55% من عرقين مختلطين أو أكثر و5.63% من الهسبانيون أو اللاتينيون من أي عرق.
بلغ عدد الأسر 6,834 أسرة كانت نسبة 28.6% منها لديها أطفال تحت سن الثامنة عشر تعيش معهم، وبلغت نسبة الأزواج القاطنين مع بعضهم البعض 36.7% من أصل المجموع الكلي للأسر، ونسبة 14.4% من الأسر كان لديها معيلات من الإناث دون وجود شريك،  بينما كانت نسبة 5.1% من الأسر لديها معيلون من الذكور دون وجود شريكة وكانت نسبة 43.7% من غير العائلات. تألفت نسبة 36.4% من أصل جميع الأسر من عدة أفراد يعيشون في نفس المنزل ونسبة 13.3% كانت تتألف من شخص يعيش بمفرده يبلغ من العمر 65 عاماً أو أكثر. وبلغ متوسط حجم الأسرة المعيشية 2.25، أما متوسط حجم العائلات فبلغ 2.93.
بلغ العمر الوسطي للسكان 30.6 عاماً. وكانت نسبة 21.5% من القاطنين تحت سن الثامنة عشر، وكانت نسبة 19.5% بين الثامنة عشر والرابعة والعشرين عاماً، ونسبة 23.7% كانت واقعةً في الفئة العمرية ما بين الخامسة والعشرين والرابعة والأربعين عاماً، ونسبة 20.8% كانت ما بين الخامسة والأربعين والرابعة والستين، ونسبة 14.5% كانت ضمن فئة الخامسة والستين عاماً فما فوق. وتوزع التركيب الجنسي للسكان بنسبة 47% ذكور و53% إناث.

## أعلام
- جرادي ويبستر
- جوني هيندريكس
- رون ويليامسون
- جيم ميلر
- بليك شيلتون
- روس رينولدز
- روبرت ص . كير
- جيسي رينيك

## وصلات خارجية
- adaok.com
- The US50 - Cities and Towns in Oklahoma State